# Aleksandrs (Matrjoņins)
Aleksandrs (světským jménem: Sergejs Matrjoņins; * 6. září 1973, Riga) je lotyšský duchovní Lotyšské pravoslavné církve a arcibiskup daugavpilský a rēzekneský.

## Život
Narodil se 6. září 1973 v Rize.
Studoval na železničním učilišti.
Od roku 1991 byl hypodiakonem biskupa rižského a lotyšského Aleksandrse (Kudrjašovse), asistentem sekretáře eparchiální správy a referentem. V letech 1996–2000 navštěvoval Rižský duchovní seminář.
Dne 20. dubna 1997 byl arcibiskupem Aleksandrsem postřižen na rjasofora se jménem Aleksandrs na počest svatého Alexandra Svirského a 22. března 1998 byl stejným arcibiskupem rukopoložen na hierodiakona. Dne 6. září stejného roku byl rukopoložen na jeromonacha.
Dne 16. října 1998 byl ustanoven představeným chrámu svatého Serafima Sarovského a klerikem katedrálního chrámu Svaté Trojice v Rize.
Dne 20. března 1999 byl postřižen na monacha se jménem Aleksandrs na počest svatého Alexandra Něvského. Stejného roku mu bylo patriarchou Alexijem II. uděleno právo nosit náprsní kříž. Na Velikonoce roku 2001 byl povýšen na igumena. Roku 2003 mu bylo uděleno patriarchou právo nosit igumenskou hůl (žezlo) a roku 2005 náprsní kříž s ozdobami.
Několik let byl zodpovědný za vydávání lotyšských pravoslavných novin a spravování webu Lotyšské pravoslavné církve. Byl také zaměstnancem tiskové kanceláře stejné církve.
V prosince 2005 se stal sekretářem církevního soudu Lotyšské pravoslavné církve a další rok druhým duchovním katedrálního chrámu.
Dne 19. července 2006 jej Svatý synod zvolil biskupem daugavpilským a vikarijním biskupem rižské eparchie. Dne 21. července byl v chrámu Ikony Matky Boží Kazaňské v Moskvě povýšen patriarchou moskevským Alexijem II. na archimandritu. Dne 17. srpna byl v chrámu Všech svatých monastýru Danilov v Moskvě oficiálně jmenován biskupem a o dva dny později proběhla v chrámu Krista Spasitele jeho biskupská chirotonie. Světitelem byl patriarcha moskevský Alexij II..
Dne 12. března 2013 byl Svatým synodem v souvislosti se zřízením nové eparchie jmenován biskupem daugavpilským a rēzekneským.
Dne 23. července 2023 jej metropolita rižský Aleksandrs (Kudrjašovs) povýšil na arcibiskupa.